# Église des Dominicains de Wissembourg
Pour les articles homonymes, voir Église des Dominicains.
L'église des Dominicain de Wissembourg est un monument historique situé à Wissembourg, dans le département français du Bas-Rhin.
Cette église date du XIIIe siècle avec une campagne de construction qui a débuté en 1288.

## Localisation
Ce bâtiment est situé rue des Dominicains à Wissembourg.

## Historique
L'édifice fait l'objet d'une inscription au titre des monuments historiques depuis 1982.

## Architecture

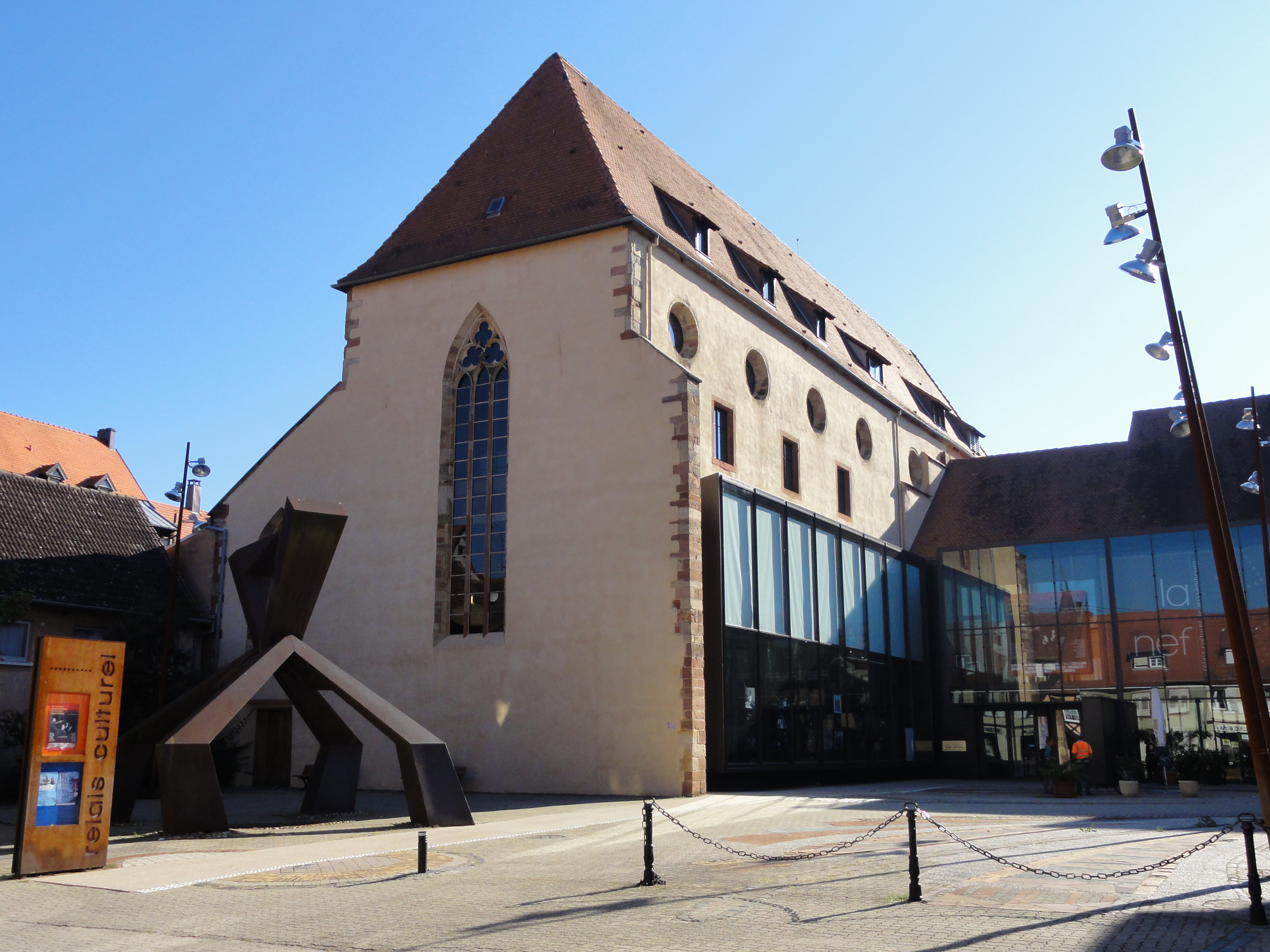
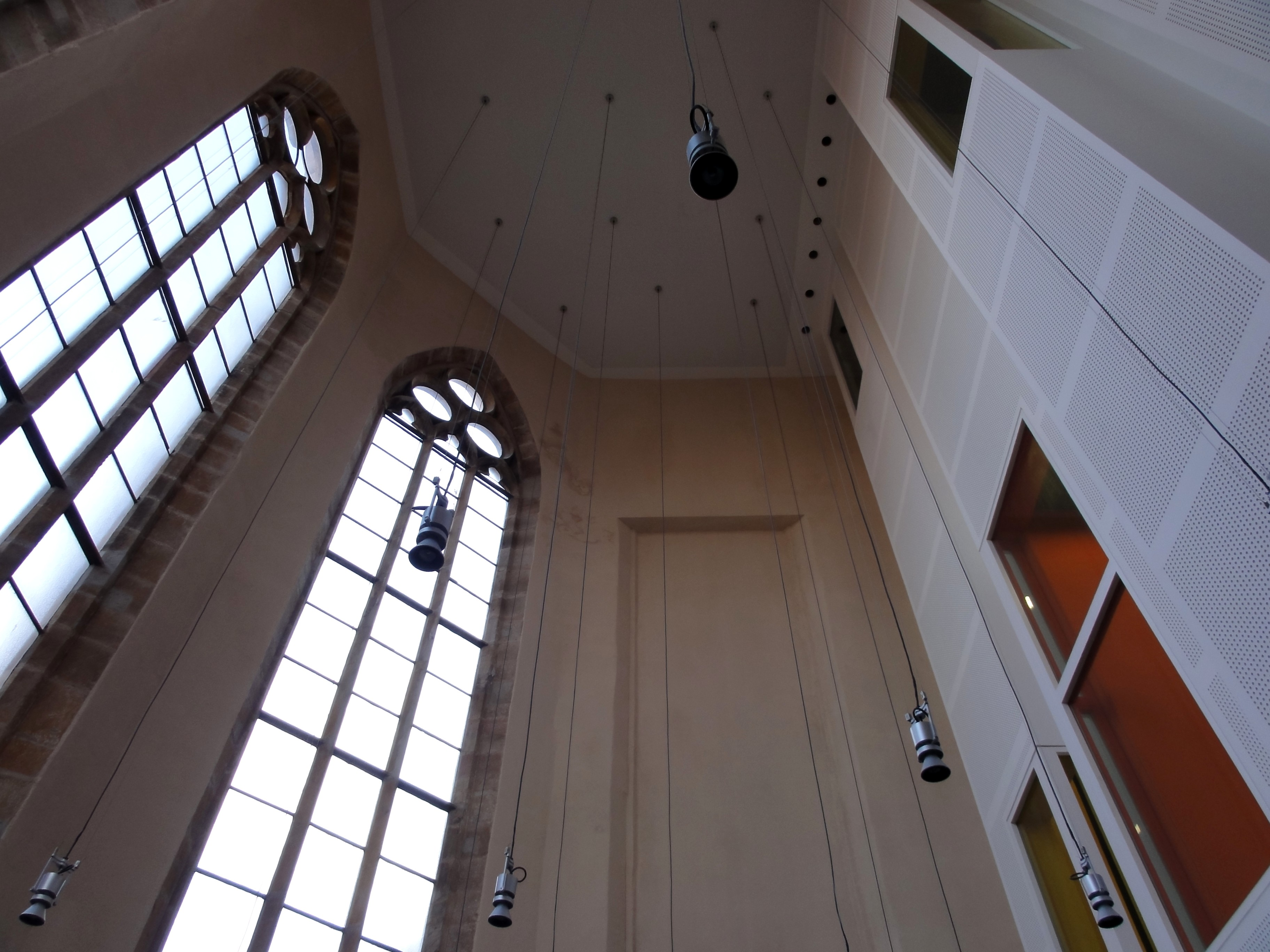
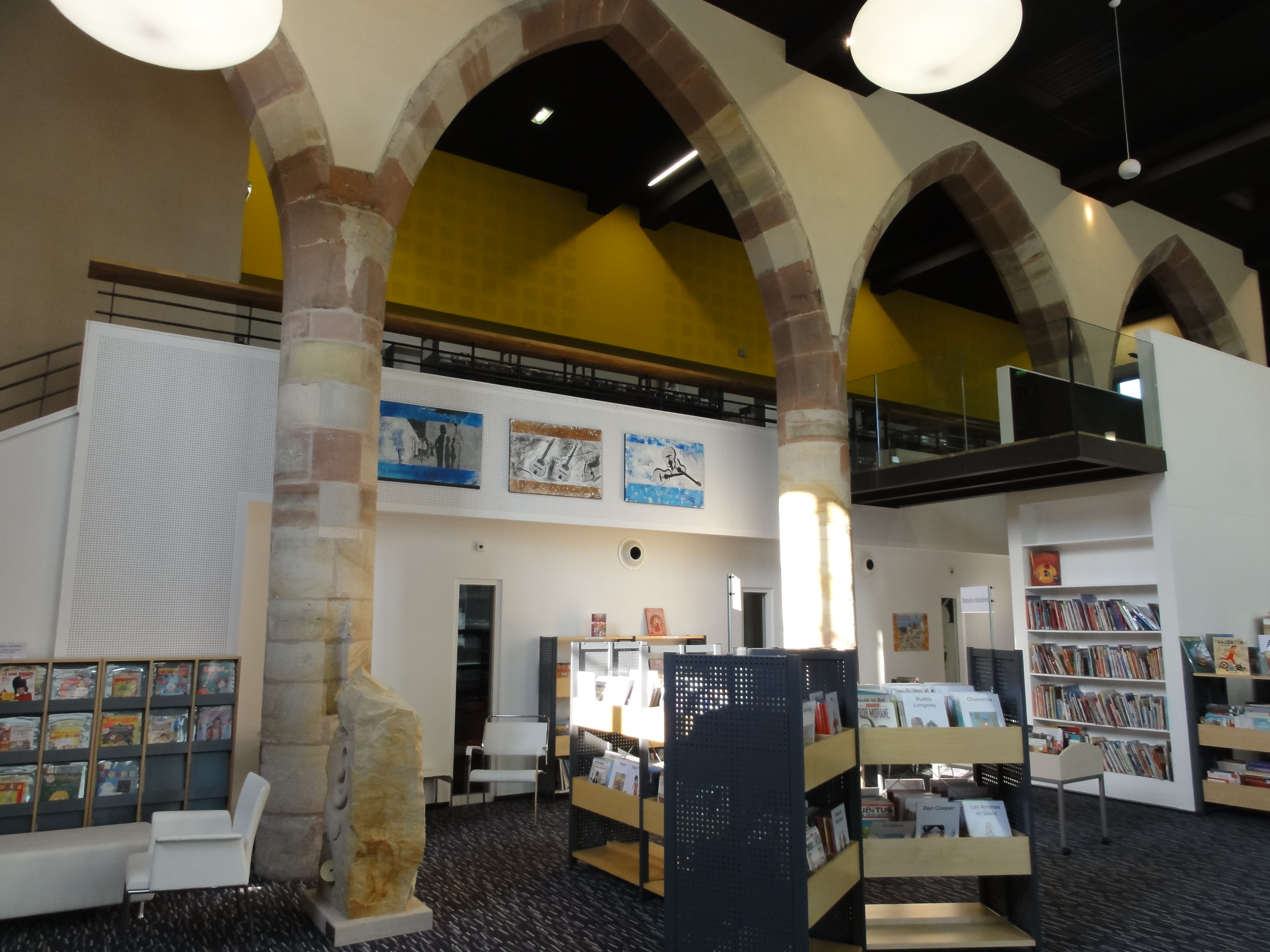